# 竹内洋二
竹内 洋二（たけうち ようじ、1950年〈昭和25年〉3月7日 - ）は、日本の政治家。元岡山県総社市長（3期）。旭日小綬章受章。

## 来歴
岡山県吉備郡山田村 (現・総社市)に生まれる。総社市立山田小学校(現・総社市立総社西小学校)、総社市立総社中学校、岡山県立倉敷商業高等学校を経て、カリフォルニア州・コースト大学卒業。総社市議会議員を経て、1994年総社市長選挙に立候補するが、落選。1998年総社市長選挙に立候補し、当選する。2002年に再選。2005年に総社市は近隣の山手村と清音村と合併し、新たな総社市が発足、合併後の市長選挙に立候補し、元行政改革・沖縄北方担当大臣秘書官の片岡聡一を破り、当選。2007年に市の入札業者選定関与問題が起こり、市議会で百条委員会が設置され、市民団体による竹内に対する市長解職請求運動（リコール）が行なわれる。同年9月3日、市長を辞職。これに伴う出直し市長選挙に立候補したが、再び立候補した片岡聡一に大差で敗れた。8年後の2015年の市長選挙に立候補したが、現職の片岡に約10,000票差で敗れた。

## 栄典
- 2020年11月 秋の叙勲で地方自治功労により旭日小綬章を受章した[5]。